# 青視症
青視症（せいししょう、シアノプシア、Cyanopsia）は、すべてのものが青色に着色されたように見える症状の医療用語。ブルービジョン（英: blue vision）とも呼ばれる。青視症は、白内障の手術で水晶体を眼から摘出した後、数日、数週間、または数か月にわたって、しばしば発生する。青視症は、シルデナフィル （バイアグラ）、シアリス、またはレビトラの副作用として時々発生する。
青視症は医学的な症状（symptom）であり、兆候（sign）ではない。純粋に主観的な状態であり、目の物理的または機能的異常、脳の物理的または機能的異常、または純粋に心理的なものによって引き起こされる可能性がある。青視症は、他の兆候や症状を伴わない場合、疾患や障害を示すものではない。障害や重大な苦痛を引き起こさない限り、それ自体は診断上適切ではない。

## 白内障手術後の青視症
目のレンズ（水晶体）は通常黄色に着色されている。これにより、網膜に到達する青色光の強度が低下する。白内障のために水晶体が除かれると、通常は人工眼内レンズに交換される。これらの人工レンズは透明であり、通常よりも強い青色光が網膜に当たって青視症を引き起こす。
林ら（2006）は、黄色味のある眼内レンズを挿入した場合と、色味のない眼内レンズを挿入した場合とで、視覚機能を比較した。黄色味がかったレンズを挿入した人は、透明なレンズを挿入した人よりも、青視症を報告する可能性が低かった。2つのグループ間で視力やコントラスト感度に違いが無いことを明らかとし、また、白内障手術の3か月後には青視症を報告した人はいなかった。これは、何らかの形の神経順応（neural adaptation）または色の恒常性が生じていたことを示唆した。

## シルデナフィルによる青視症
『バイアグラとビジョン』の著者は、シルデナフィルを摂取した後の青視症は、酵素活性の低下により、網膜の桿体細胞が感作されているとしている。桿体細胞は、498 nm付近の波長の光に最も敏感で、そのような光は青緑色に見える。光レベルが、桿体と錐体細胞の両方が活動する（薄明視）のに十分低い場合、増強された桿体活動は青みがかった視覚的な色合いを誘発する。
Forestaらは、網膜の桿体細胞と錐体細胞にあるPDE6が、バイアグラなどのPDE5阻害薬によって阻害されるため、視細胞の機能不全を起こす、としている。